# Mamadou Niang
Mamadou Hamidou Niang (Matam, 13 ottobre 1979) è un ex calciatore senegalese con passaporto francese, di ruolo attaccante.
Durante la sua carriera ha vinto 2 Coppe di Lega francesi (2005, con lo Strasburgo e 2010, col Marsiglia), 2 Intertoto (2001, con il Troyes e 2005, con il Marsiglia), 1 Supercoppa francese (2011), il campionato francese 2010 – di cui è protagonista vincendo il titolo di miglior marcatore, contribuendo a riportare il titolo a Marsiglia dopo 18 anni – il campionato turco 2011 con il Fenerbahçe e la Champions League asiatica 2011 con la maglia dell'Al-Sadd.
Nel 2009 è eletto calciatore senegalese dell'anno.

## Carriera

### Club

#### Inizi
Mamadou Niang si avvicina molto presto al calcio, ma la sua vita si sposta in tutte altre strade dopo due anni alle giovanili del Le Havre. Al termine di questi, all'età di 18 anni, Niang decide di abbandonare il calcio.

#### Troyes
Un anno più tardi, dopo una stagione nella Division d'Honneur (DH) con il Saint-André-les-Vergers, Alain Perrin, allenatore del Troyes, lo integra nella massima formazione giovanile della società. Dopo una stagione nel CFA (Championnat de France Amateurs), viene promosso in prima squadra. Niang gioca così 10 volte in Ligue 1, partendo sempre dalla panchina e segnando 2 gol. Divenuto titolare nel corso della stagione seguente, disputa 17 partite mandando tre volte la palla in porta.

#### Metz
Nel gennaio 2003 passa con la formula del prestito in Ligue 2 con il Metz di Jean Fernandez. In sei mesi in terra di Lorena, facendo coppia con Emmanuel Adebayor, totalizza 5 gol in 12 presenze contribuendo alla promozione in Ligue 1.

#### Strasburgo
Passa quindi allo Strasburgo, dove, in coppia con il serbo Danijel Ljuboja, mette a segno 8 gol in sei mesi; a gennaio, dopo che il suo partner si trasferisce al Paris Saint-Germain, Niang non segnerà più alcun gol per il resto della stagione.
Nella stagione seguente fa coppia con Mickaël Pagis: a fine stagione, in due avranno segnato 28 gol e portato a casa la Coppa di Lega francese 2005.

#### Olympique Marsiglia

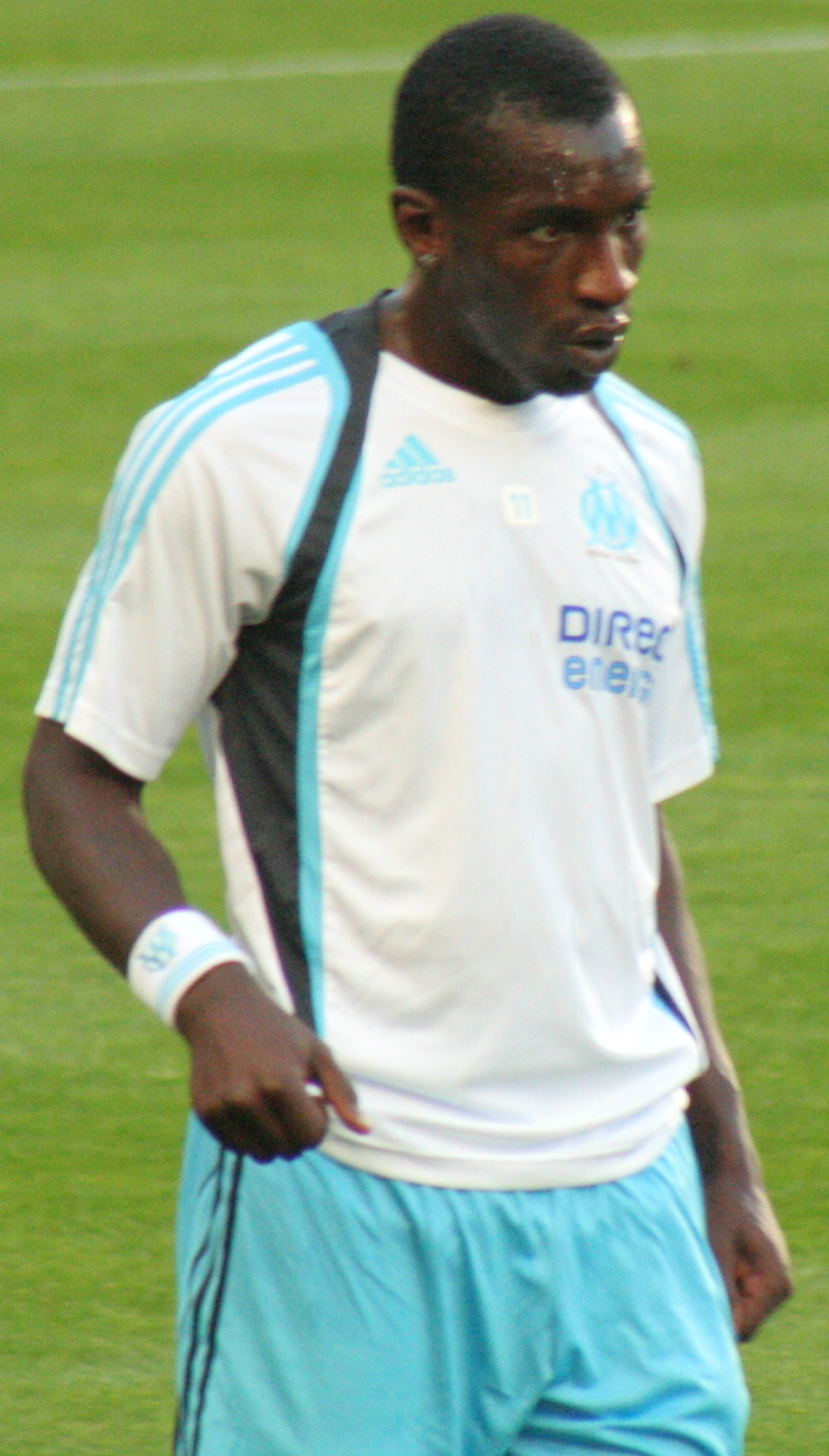
Niang in allenamento con il Olympique Marsiglia nel 2009.

Al termine di questa stagione si trasferisce all'Olympique Marsiglia per 6,16 milioni di euro. Segna 10 gol nella stagione 2005-2006, quella del suo debutto con la maglia dell'Olympique. In questa stessa stagione perde la Coupe de France in finale contro il Paris Saint-Germain. Nella stagione 2006-2007 è il miglior marcatore e miglior assist-man dell'Olympique Marsiglia, con 12 gol e 7 assist. Con la squadra marsigliese gioca anche in Coppa UEFA e Champions League.
Nella stagione 2007-2008 realizza 18 reti in campionato (secondo miglior cannoniere del campionato dopo Karim Benzema) e 4 reti nelle coppe europee (2 in Champions League e altrettante in Coppa UEFA).
Nella stagione successiva, 2008-2009, nella gara di ritorno del terzo turno dei preliminari di Champions League contro il Brann Bergen realizza la sua prima doppietta in ambito europeo. Dopo la partenza di Djibril Cissé, avvenuta ad inizio stagione, diventa il principale punto di riferimento dell'attacco della squadra marsigliese. Il 6 dicembre 2008 nel corso della partita conto il Nizza resta vittima di un incidente che lo terrà lontano dal terreno di gioco per dieci settimane. Al termine della stagione risulterà comunque ancora una volta il realizzatore più prolifico della sua squadra, mettendo a segno 13 gol in campionato (in 27 partite) e 7 nelle competizioni europee (in 13 partite). Prolunga quindi il suo contratto fino al 2014.
Durante la stagione successiva, 2009-2010, dopo la partenza di Lorik Cana diventa il capitano della squadra allenata da Didier Deschamps. Dopo 7 gol in 14 partite di campionato, durante la partita di Champions League contro il Real Madrid, a seguito di uno scontro con Iker Casillas, subisce un infortunio alla spalla che lo terrà lontano dai campi di gioco per oltre un mese. Il 21 febbraio 2010 mette a segno la sua prima tripletta in carriera nella partita di campionato contro il Nancy. Il 27 marzo 2010, dopo aver battuto per 3-1 il Bordeaux nella finale di Coppa di Lega francese, vince il suo primo trofeo con la maglia dell'OM. Il 5 maggio 2010 segna la seconda rete per la sua squadra nella partita contro il Rennes che consente all'OM di vincere il suo nono titolo nazionale. Terminerà la stagione con 18 reti in campionato (in 32 partite) e 3 reti nelle coppe europee, vincendo per la prima volta nella sua carriera il titolo di capocannoniere del campionato con 18 gol, una in più di Kévin Gameiro del Lorient. Nel corso della partita contro il Montpellier realizza quello che verrà eletto come il più bel gol della stagione.
Nell'estate del 2010, dopo aver vinto, pur senza esser sceso in campo, la Supercoppa di Francia, lascia la squadra marsigliese. Con 100 reti all'attivo, è l'ottavo miglior marcatore nella storia dell'OM.

#### Fenerbahçe
Il 14 agosto 2010 viene acquistato dal Fenerbahçe per 7,04 milioni di euro. Firma un contratto di quattro anni con un compenso di 4 milioni di euro a stagione. Con i turchi sigla 7 gol nelle prime 6 partite. Il 29 agosto 2010 sigla i suoi primi gol in campionato, realizzando una doppietta nella partita vinta per 4-2 contro il Manisaspor. Finisce la stagione totalizzando 15 gol.

#### Al-Sadd
Il 6 settembre 2011 viene acquistato dal club del Qatar dell'Al Sadd per 7,5 milioni di euro.
Il 28 settembre 2011 segna un gol al debutto in AFC Champions League nella partita persa 2-1 contro lo Sepahan. L'Al-Saad si qualifica lo stesso alle semifinali ed è qui che durante la gara d'andata Niang segna il gol del 2-0 che scaturò molte polemiche visto che il gioco era fermo per l'infortunio di un giocatore del Suwon Samsung. Inoltre quel gol risulterà decisivo visto che nella gara di ritorno l'Al-Saad perderà 1-0. Il 5 novembre disputa la finale contro i coreani del Jeonbuk Hyundai e dopo il 2-2 nei tempi regolamentari, l'Al-Saad vince la sua seconda AFC Champions League della sua storia ai calci di rigore per 4-2. Inoltre Niang realizza il primo dei quattro rigori messi a segno dai campioni d'Asia.

#### Beşiktaş
Il 31 gennaio 2013 viene acquistato in prestito Beşiktaş. Il 3 marzo 2013 segna il suo primo gol e realizza un assist nella partita vinta 3-2 contro il suo vecchio club: il Fenerbahçe. A fine stagione torna all'Al Sadd.

#### AC Arles-Avignon
Il 29 agosto 2013 l'Arles-Avignon lo acquista per 500 000 euro firmando un contratto biennale fino al 30 giugno 2016, esordisce nella partita vinta 1-0 contro l'FC Tours, segna il suo primo gol con la maglia dell'Arles-Avignon il 21 novembre 2014 su calcio di rigore nella partita persa 3-1 contro il Clermont Foot 63 siglando il momentaneo 1-2 per la sua squadra.

### Nazionale
Esordisce con la Nazionale senegalese il 27 marzo 2002 in Senegal-Bolivia (2-1). Non viene convocato dal CT Bruno Metsu (che l'aveva fatto esordire) per partecipare ai Mondiali nippo-coreani del 2002. Non partecipa nemmeno ai successivi Mondiali, poiché la sua Nazionale non riesce a qualificarsi.
Nel 2004 si riesce a qualificare per la Coppa Africa 2004. Durante il torneo ha segnato 2 gol in 4 partite, con la sua squadra che è stata eliminata nei quarti di finale contro la nazione ospitante e vincitrice del torneo, la Tunisia.
Disputa anche i play-off per qualificarsi alla Coppa del mondo 2006, con la sua Nazionale che arriva seconda nel girone e viene così esclusa dal torneo; arriva comunque la qualificazione per la Coppa d'Africa 2006. Il Senegal raggiunge le semifinali e, nonostante un gol di Niang, viene sconfitta per 2-1 dall'Egitto che si confermerà campione. In questa competizione Niang ha segnato 2 gol in 5 partite.
Nelle qualificazioni per la Coppa Africa 2008 Niang realizza la sua prima tripletta con la Nazionale contro la Tanzania. Grazie anche ai suoi gol il Senegal si qualifica primo nel gruppo e consente a Niang di giocare la sua terza Coppa d'Africa consecutiva. Questa volta il Senegal viene eliminato nella prima fase.
Per un breve periodo Niang decide di lasciare la Nazionale e concentrarsi nel club. Il 5 settembre 2009 torna a giocare per il suo paese e segna subito un gol contro l'Angola (1-1). Durante le qualificazioni della Coppa Africa 2012 segna 5 gol in due partite realizzando una tripletta contro il Congo e una doppietta contro Mauritius.

## Statistiche

### Presenze e reti nei club
| Stagione            | Squadra             | Campionato          | Campionato | Campionato | Coppe nazionali | Coppe nazionali | Coppe nazionali | Coppe continentali | Coppe continentali | Coppe continentali | Altre coppe | Altre coppe | Altre coppe | Totale | Totale |
| Stagione            | Squadra             | Comp                | Pres       | Reti       | Comp            | Pres            | Reti            | Comp               | Pres               | Reti               | Comp        | Pres        | Reti        | Pres   | Reti   |
| ------------------- | ------------------- | ------------------- | ---------- | ---------- | --------------- | --------------- | --------------- | ------------------ | ------------------ | ------------------ | ----------- | ----------- | ----------- | ------ | ------ |
| 2000-2001           | Troyes              | D1                  | 10         | 2          | CF+CdL          | 3+1             | 1+0             | -                  | -                  | -                  | -           | -           | -           | 14     | 3      |
| 2001-2002           | Troyes              | D1                  | 17         | 3          | CF+CdL          | 1+1             | 0               | CI+CU              | 4+2                | 0                  | -           | -           | -           | 25     | 3      |
| 2002-gen. 2003      | Troyes              | L1                  | 20         | 3          | CF+CdL          | 0+1             | 0               | CI                 | 5                  | 1                  | -           | -           | -           | 26     | 4      |
| Totale Troyes       | Totale Troyes       | Totale Troyes       | 47         | 8          |                 | 7               | 1               |                    | 11                 | 1                  |             | -           | -           | 65     | 10     |
| gen.-giu. 2003      | Metz                | L2                  | 13         | 5          | CF+CdL          | 1+2             | 0+1             | -                  | -                  | -                  | -           | -           | -           | 16     | 6      |
| 2003-2004           | Strasburgo          | L1                  | 23         | 9          | CF+CdL          | 1+1             | 1+0             | -                  | -                  | -                  | -           | -           | -           | 25     | 10     |
| 2004-2005           | Strasburgo          | L1                  | 33         | 12         | CF+CdL          | 0+5             | 3               | -                  | -                  | -                  | -           | -           | -           | 38     | 15     |
| Totale Strasburgo   | Totale Strasburgo   | Totale Strasburgo   | 56         | 21         |                 | 7               | 4               |                    | -                  | -                  |             | -           | -           | 63     | 25     |
| 2005-2006           | O. Marsiglia        | L1                  | 28         | 10         | CF+CdL          | 4+0             | 2               | UCL+CU             | 6+8                | 4+1                | -           | -           | -           | 46     | 17     |
| 2006-2007           | O. Marsiglia        | L1                  | 37         | 12         | CF+CdL          | 6+2             | 3+0             | UCL+CU             | 2+4                | 1+2                | -           | -           | -           | 51     | 18     |
| 2007-2008           | O. Marsiglia        | L1                  | 29         | 18         | CF+CdL          | 1+1             | 0+1             | UCL+CU             | 6+4                | 2+2                | -           | -           | -           | 41     | 23     |
| 2008-2009           | O. Marsiglia        | L1                  | 27         | 13         | CF+CdL          | 0+1             | 0               | UCL+CU             | 7+6                | 5+2                | -           | -           | -           | 41     | 20     |
| 2009-2010           | O. Marsiglia        | L1                  | 32         | 18         | CF+CdL          | 1+4             | 0+1             | UCL+UEL            | 6+3                | 1+2                | -           | -           | -           | 46     | 22     |
| ago. 2010           | O. Marsiglia        | L1                  | 2          | 0          | CF+CdL          | -               | -               | UCL                | -                  | -                  | -           | -           | -           | 2      | 0      |
| Totale O. Marsiglia | Totale O. Marsiglia | Totale O. Marsiglia | 155        | 71         |                 | 20              | 7               |                    | 52                 | 22                 |             | -           | -           | 227    | 100    |
| 2010-2011           | Fenerbahçe          | SL                  | 29         | 15         | TK              | 2               | 0               | UEL                | 2                  | 0                  | -           | -           | -           | 33     | 15     |
| 2011-2012           | Al-Sadd             | QSL                 | 13         | 4          | CQ              | -               | -               | AFC                | 4                  | 3                  | Cmc         | 3           | 0           | 20     | 7      |
| 2012-gen. 2013      | Al-Sadd             | QSL                 | 9          | 4          | CQ              | 1               | 0               | -                  | -                  | -                  | -           | -           | -           | 10     | 4      |
| gen.-giu. 2013      | Beşiktaş            | SL                  | 10         | 3          | TK              | -               | -               | -                  | -                  | -                  | -           | -           | -           | 10     | 3      |
| 2013-2014           | Al-Sadd             | QSL                 | 4          | 1          | CQ              | -               | -               | AFC                | 0                  | 0                  | -           | -           | -           | 4      | 1      |
| Totale Al-Sadd      | Totale Al-Sadd      | Totale Al-Sadd      | 26         | 9          |                 | 1               | 0               |                    | 4                  | 3                  |             | 3           | 0           | 34     | 12     |
| 2014-2015           | Arles-Avignon       | L2                  | 16         | 2          | CF+CdL          | 1+1             | 0+1             | -                  | -                  | -                  | -           | -           | -           | 18     | 3      |
| Totale carriera     | Totale carriera     | Totale carriera     | 352        | 134        |                 | 42              | 14              |                    | 69                 | 26                 |             | 3           | 0           | 466    | 174    |

### Cronologia presenze e reti in nazionale
| Cronologia completa delle presenze e delle reti in nazionale ― Senegal | Cronologia completa delle presenze e delle reti in nazionale ― Senegal | Cronologia completa delle presenze e delle reti in nazionale ― Senegal | Cronologia completa delle presenze e delle reti in nazionale ― Senegal | Cronologia completa delle presenze e delle reti in nazionale ― Senegal | Cronologia completa delle presenze e delle reti in nazionale ― Senegal | Cronologia completa delle presenze e delle reti in nazionale ― Senegal | Cronologia completa delle presenze e delle reti in nazionale ― Senegal |
| Data                                                                   | Città                                                                  | In casa                                                                | Risultato                                                              | Ospiti                                                                 | Competizione                                                           | Reti                                                                   | Note                                                                   |
| ---------------------------------------------------------------------- | ---------------------------------------------------------------------- | ---------------------------------------------------------------------- | ---------------------------------------------------------------------- | ---------------------------------------------------------------------- | ---------------------------------------------------------------------- | ---------------------------------------------------------------------- | ---------------------------------------------------------------------- |
| 27-3-2002                                                              | Dakar                                                                  | Senegal                                                                | 2 – 1                                                                  | Bolivia                                                                | Amichevole                                                             | 1                                                                      | 60’                                                                    |
| 8-9-2002                                                               | Maseru                                                                 | Lesotho                                                                | 0 – 1                                                                  | Senegal                                                                | Qual. Coppa d'Africa 2004                                              | -                                                                      | 62’                                                                    |
| 19-11-2002                                                             | Johannesburg                                                           | Sudafrica                                                              | 1 – 1 (4 – 1 dtr)                                                      | Senegal                                                                | Amichevole                                                             | 1                                                                      |                                                                        |
| 30-3-2003                                                              | Banjul                                                                 | Gambia                                                                 | 0 – 0                                                                  | Senegal                                                                | Qual. Coppa d'Africa 2004                                              | -                                                                      | 69’                                                                    |
| 30-4-2003                                                              | Gafsa                                                                  | Tunisia                                                                | 1 – 0                                                                  | Senegal                                                                | Amichevole                                                             | -                                                                      | Ingresso                                                               |
| 31-5-2003                                                              | Dakar                                                                  | Senegal                                                                | 2 – 1                                                                  | Capo Verde                                                             | Amichevole                                                             | -                                                                      | Uscita                                                                 |
| 7-6-2003                                                               | Dakar                                                                  | Senegal                                                                | 3 – 1                                                                  | Gambia                                                                 | Qual. Coppa d'Africa 2004                                              | -                                                                      | 90’                                                                    |
| 14-6-2003                                                              | Dakar                                                                  | Senegal                                                                | 3 – 0                                                                  | Lesotho                                                                | Qual. Coppa d'Africa 2004                                              | -                                                                      | Ingresso                                                               |
| 10-9-2003                                                              | Niigata                                                                | Giappone                                                               | 0 – 1                                                                  | Senegal                                                                | Amichevole                                                             | -                                                                      | 62’                                                                    |
| 10-10-2003                                                             | Il Cairo                                                               | Egitto                                                                 | 1 – 0                                                                  | Senegal                                                                | Amichevole                                                             | -                                                                      | Uscita                                                                 |
| 15-11-2003                                                             | Dakar                                                                  | Senegal                                                                | 1 – 0                                                                  | Costa d'Avorio                                                         | Amichevole                                                             | -                                                                      | 57’                                                                    |
| 18-1-2004                                                              | Dakar                                                                  | Senegal                                                                | 2 – 1                                                                  | Sudafrica                                                              | Amichevole                                                             | -                                                                      | 66’                                                                    |
| 26-1-2004                                                              | Tunisi                                                                 | Senegal                                                                | 0 – 0                                                                  | Burkina Faso                                                           | Coppa d'Africa 2004 - 1º turno                                         | -                                                                      | 69’                                                                    |
| 30-1-2004                                                              | Bizerte                                                                | Senegal                                                                | 3 – 0                                                                  | Kenya                                                                  | Coppa d'Africa 2004 - 1º turno                                         | 2                                                                      | 69’                                                                    |
| 2-2-2004                                                               | Tunisi                                                                 | Senegal                                                                | 1 – 1                                                                  | Mali                                                                   | Coppa d'Africa 2004 - 1º turno                                         | -                                                                      | 65’                                                                    |
| 7-2-2004                                                               | Radès                                                                  | Tunisia                                                                | 1 – 0                                                                  | Senegal                                                                | Coppa d'Africa 2004 - Quarti di finale                                 | -                                                                      | 73’                                                                    |
| 5-6-2004                                                               | Dakar                                                                  | Senegal                                                                | 2 – 0                                                                  | Rep. del Congo                                                         | Qual. Mondiali 2006                                                    | -                                                                      | 46’                                                                    |
| 13-6-2004                                                              | Praia                                                                  | Capo Verde                                                             | 1 – 3                                                                  | Senegal                                                                | Amichevole                                                             | -                                                                      | 46’                                                                    |
| 3-7-2004                                                               | Dakar                                                                  | Senegal                                                                | 1 – 0                                                                  | Zambia                                                                 | Qual. Mondiali 2006                                                    | -                                                                      | 79’                                                                    |
| 17-11-2004                                                             | Tolone                                                                 | Algeria                                                                | 1 – 2                                                                  | Senegal                                                                | Amichevole                                                             | 1                                                                      | 62’                                                                    |
| 9-2-2005                                                               | Créteil                                                                | Camerun                                                                | 1 – 0                                                                  | Senegal                                                                | Amichevole                                                             | -                                                                      | 68’                                                                    |
| 26-3-2005                                                              | Dakar                                                                  | Senegal                                                                | 6 – 1                                                                  | Liberia                                                                | Qual. Mondiali 2006                                                    | -                                                                      | 61’                                                                    |
| 5-6-2005                                                               | Brazzaville                                                            | Rep. del Congo                                                         | 0 – 0                                                                  | Senegal                                                                | Qual. Mondiali 2006                                                    | -                                                                      | 63’                                                                    |
| 18-6-2005                                                              | Dakar                                                                  | Senegal                                                                | 2 – 2                                                                  | Togo                                                                   | Qual. Mondiali 2006                                                    | 1                                                                      | 83’                                                                    |
| 17-8-2005                                                              | Brentford                                                              | Senegal                                                                | 0 – 0                                                                  | Ghana                                                                  | Amichevole                                                             | -                                                                      | 46’                                                                    |
| 3-9-2005                                                               | Chililabombwe                                                          | Zambia                                                                 | 0 – 1                                                                  | Senegal                                                                | Qual. Mondiali 2006                                                    | -                                                                      | 80’                                                                    |
| 23-1-2006                                                              | Porto Said                                                             | Zimbabwe                                                               | 0 – 2                                                                  | Senegal                                                                | Coppa d'Africa 2006 - 1º turno                                         | -                                                                      | 63’                                                                    |
| 27-1-2006                                                              | Porto Said                                                             | Ghana                                                                  | 0 – 1                                                                  | Senegal                                                                | Coppa d'Africa 2006 - 1º turno                                         | -                                                                      | 66’                                                                    |
| 3-2-2006                                                               | Alessandria d'Egitto                                                   | Guinea                                                                 | 2 – 3                                                                  | Senegal                                                                | Coppa d'Africa 2006 - Quarti di finale                                 | 1                                                                      | 59’                                                                    |
| 7-2-2006                                                               | Il Cairo                                                               | Egitto                                                                 | 2 – 1                                                                  | Senegal                                                                | Coppa d'Africa 2006 - Semifinale                                       | 1                                                                      |                                                                        |
| 9-2-2006                                                               | Il Cairo                                                               | Senegal                                                                | 0 – 1                                                                  | Nigeria                                                                | Coppa d'Africa 2006 - Finale 3º posto                                  | -                                                                      | 77’                                                                    |
| 16-8-2006                                                              | Dakar                                                                  | Senegal                                                                | 1 – 0                                                                  | Costa d'Avorio                                                         | Amichevole                                                             | 1                                                                      | 66’                                                                    |
| 2-9-2006                                                               | Dakar                                                                  | Senegal                                                                | 2 – 0                                                                  | Mozambico                                                              | Qual. Coppa d'Africa 2008                                              | -                                                                      |                                                                        |
| 24-3-2007                                                              | Dakar                                                                  | Senegal                                                                | 4 – 0                                                                  | Tanzania                                                               | Qual. Coppa d'Africa 2008                                              | 3                                                                      | 62’ 77’                                                                |
| 8-9-2007                                                               | Dakar                                                                  | Senegal                                                                | 5 – 1                                                                  | Burkina Faso                                                           | Qual. Coppa d'Africa 2008                                              | -                                                                      | 60’                                                                    |
| 14-10-2007                                                             | Rouen                                                                  | Guinea                                                                 | 1 – 3                                                                  | Senegal                                                                | Amichevole                                                             | 1                                                                      |                                                                        |
| 21-11-2007                                                             | Créteil                                                                | Marocco                                                                | 3 – 0                                                                  | Senegal                                                                | Amichevole                                                             | -                                                                      |                                                                        |
| 12-1-2008                                                              | Dakar                                                                  | Senegal                                                                | 3 – 1                                                                  | Namibia                                                                | Amichevole                                                             | -                                                                      | 46’                                                                    |
| 16-1-2008                                                              | Ouagadougou                                                            | Benin                                                                  | 1 – 2                                                                  | Senegal                                                                | Amichevole                                                             | -                                                                      | 46’                                                                    |
| 23-1-2008                                                              | Tamale                                                                 | Tunisia                                                                | 2 – 2                                                                  | Senegal                                                                | Coppa d'Africa 2008 - 1º turno                                         | -                                                                      | 86’                                                                    |
| 27-1-2008                                                              | Tamale                                                                 | Senegal                                                                | 1 – 3                                                                  | Angola                                                                 | Coppa d'Africa 2008 - 1º turno                                         | -                                                                      |                                                                        |
| 31-1-2008                                                              | Kumasi                                                                 | Senegal                                                                | 1 – 1                                                                  | Sudafrica                                                              | Coppa d'Africa 2008 - 1º turno                                         | -                                                                      | 60’                                                                    |
| 5-9-2009                                                               | Cabinda                                                                | Angola                                                                 | 1 – 1                                                                  | Senegal                                                                | Amichevole                                                             | 1                                                                      | 88’                                                                    |
| 3-3-2010                                                               | Atene                                                                  | Grecia                                                                 | 0 – 2                                                                  | Senegal                                                                | Amichevole                                                             | 1                                                                      |                                                                        |
| 27-5-2010                                                              | Aalborg                                                                | Danimarca                                                              | 2 – 0                                                                  | Senegal                                                                | Amichevole                                                             | -                                                                      | 58’                                                                    |
| 11-8-2010                                                              | Dakar                                                                  | Senegal                                                                | 1 – 0                                                                  | Capo Verde                                                             | Amichevole                                                             | -                                                                      | 76’                                                                    |
| 5-9-2010                                                               | Lubumbashi                                                             | RD del Congo                                                           | 2 – 4                                                                  | Senegal                                                                | Qual. Coppa d'Africa 2012                                              | 3                                                                      | 48’                                                                    |
| 9-10-2010                                                              | Dakar                                                                  | Senegal                                                                | 7 – 0                                                                  | Mauritius                                                              | Qual. Coppa d'Africa 2012                                              | 2                                                                      |                                                                        |
| 17-11-2010                                                             | Saint-Gratien                                                          | Senegal                                                                | 2 – 1                                                                  | Gabon                                                                  | Amichevole                                                             | -                                                                      |                                                                        |
| 9-2-2011                                                               | Dakar                                                                  | Senegal                                                                | 3 – 0                                                                  | Guinea                                                                 | Amichevole                                                             | -                                                                      | 63’                                                                    |
| 26-3-2011                                                              | Dakar                                                                  | Senegal                                                                | 1 – 0                                                                  | Camerun                                                                | Qual. Coppa d'Africa 2012                                              | -                                                                      | 82’                                                                    |
| 4-6-2011                                                               | Garoua                                                                 | Camerun                                                                | 0 – 0                                                                  | Senegal                                                                | Qual. Coppa d'Africa 2012                                              | -                                                                      | 45’                                                                    |
| 9-10-2011                                                              | Curepipe                                                               | Mauritius                                                              | 0 – 2                                                                  | Senegal                                                                | Qual. Coppa d'Africa 2012                                              | -                                                                      |                                                                        |
| 12-1-2012                                                              | Dakar                                                                  | Senegal                                                                | 1 – 0                                                                  | Sudan                                                                  | Amichevole                                                             | -                                                                      | 46’                                                                    |
| 15-1-2012                                                              | Dakar                                                                  | Senegal                                                                | 1 – 0                                                                  | Kenya                                                                  | Amichevole                                                             | -                                                                      | 46’                                                                    |
| 21-1-2012                                                              | Bata                                                                   | Senegal                                                                | 1 – 2                                                                  | Zambia                                                                 | Coppa d'Africa 2012 - 1º turno                                         | -                                                                      | 46’                                                                    |
| 25-1-2012                                                              | Bata                                                                   | Guinea Equatoriale                                                     | 2 – 1                                                                  | Senegal                                                                | Coppa d'Africa 2012 - 1º turno                                         | -                                                                      | 73’                                                                    |
| 29-1-2012                                                              | Bata                                                                   | Libia                                                                  | 2 – 1                                                                  | Senegal                                                                | Coppa d'Africa 2012 - 1º turno                                         | -                                                                      | 68’                                                                    |
| Totale                                                                 |                                                                        | Presenze                                                               | 58                                                                     |                                                                        | Reti (4º posto)                                                        | 20                                                                     |                                                                        |

## Palmarès

### Club

#### Competizioni nazionali
- Coppa di Lega francese: 2

Strasburgo: 2004-2005
Olympique Marsiglia: 2009-2010
- Campionato francese: 1

Olympique Marsiglia: 2009-2010
- Supercoppa francese: 1

Olympique Marsiglia: 2010
- Campionato turco: 1

Fenerbahçe: 2010-2011

#### Competizioni internazionali
- Coppa Intertoto UEFA: 2

Troyes: 2001
Olympique Marsiglia: 2005
- AFC Champions League: 1

Al-Sadd: 2011

### Individuale
- Capocannonieri della Ligue 1: 1

2009-2010 (18 gol)
- Inserito nella squadra dell'anno della Ligue 1: 2

2007-2008, 2009-2010
- Goal dell'anno della Ligue 1: 1

2009-2010
- Soulier d'or (Giocatore senegalese dell'anno): 1

2009